# Corod (okręg Gałacz)
Corod – wieś w Rumunii, w okręgu Gałacz, w gminie Corod. W 2011 roku liczyła 4729 mieszkańców.